# Prémillieu
Prémillieu – miejscowość i gmina we Francji, w regionie Owernia-Rodan-Alpy, w departamencie Ain.

## Demografia
Według danych na styczeń 2012 roku gminę zamieszkiwały 43 osoby, a gęstość zaludnienia wynosiła 5,1 osób/km².

Populacja Prémillieu w latach 1962-2008